# Osirismythos
Der Osirismythos ist eine Erzählung aus der altägyptischen Mythologie, die über die Ermordung des Osiris durch seinen Bruder Seth und die Bemühungen seiner Gemahlin und Schwester Isis berichtet.

## Die Osirislegende

### Die Ermordung des Osiris
Der König Osiris hatte einst das Land verlassen, und nach seiner Heimkehr ersann sein Bruder Seth eine Hinterlist, um ihn zu ermorden. Er heuerte 72 Männer als Mitverschwörer an und darüber hinaus die Königin Aso („die Helferin“) von Nubien. Seth ließ einen großen, geschmückten Holzkasten anfertigen, nachdem er heimlich die Maße von Osiris genommen hatte. Auf einem Gelage bot Seth im Scherz demjenigen den Kasten als Geschenk, der in diesen genau hineinpasste. Nachdem alle anderen Gäste vergeblich versucht hatten hineinzupassen, versuchte es Osiris als Letzter. Als er darin lag, verschlossen die 72 Männer den Sarg, versiegelten ihn mit Blei, und Seth ließ ihn in den Nil werfen.
Während der Einbalsamierung spielten die Ägypter insbesondere diesen Teil des Mythos für jeden Toten nach, obwohl im Normalfall der Tod nicht durch Ermordung eintrat. Da es jedoch im mythischen Denken keinen natürlichen Tod gibt, setzte man das gewaltsame Ende des Lebens allgemein mit einer Ermordung gleich. Auf dieser mythologischen Grundlage basierte ebenso die Erzählung von der Ermordung des Osiris durch Seth.

### Seths zweiter Versuch und die Wiederbelebung
Als Isis von dieser Schandtat erfuhr, machte sie sich auf die Suche nach ihrem Gemahl. Der Sarg war unterdessen bis nach Byblos getrieben, wo er von einem Akazienbaum umwachsen wurde. Dieser Stamm wurde als Pfeiler für ein Gebäude am Hofe des Königs verwendet. Isis erfuhr auch das und konnte den Sarg bergen. Seth erfuhr von Isis’ Fund, raubte den Sarg und zerstückelte die darin liegende Leiche und warf die Einzelteile in den Nil, der sie nun über das ganze Land verteilte.

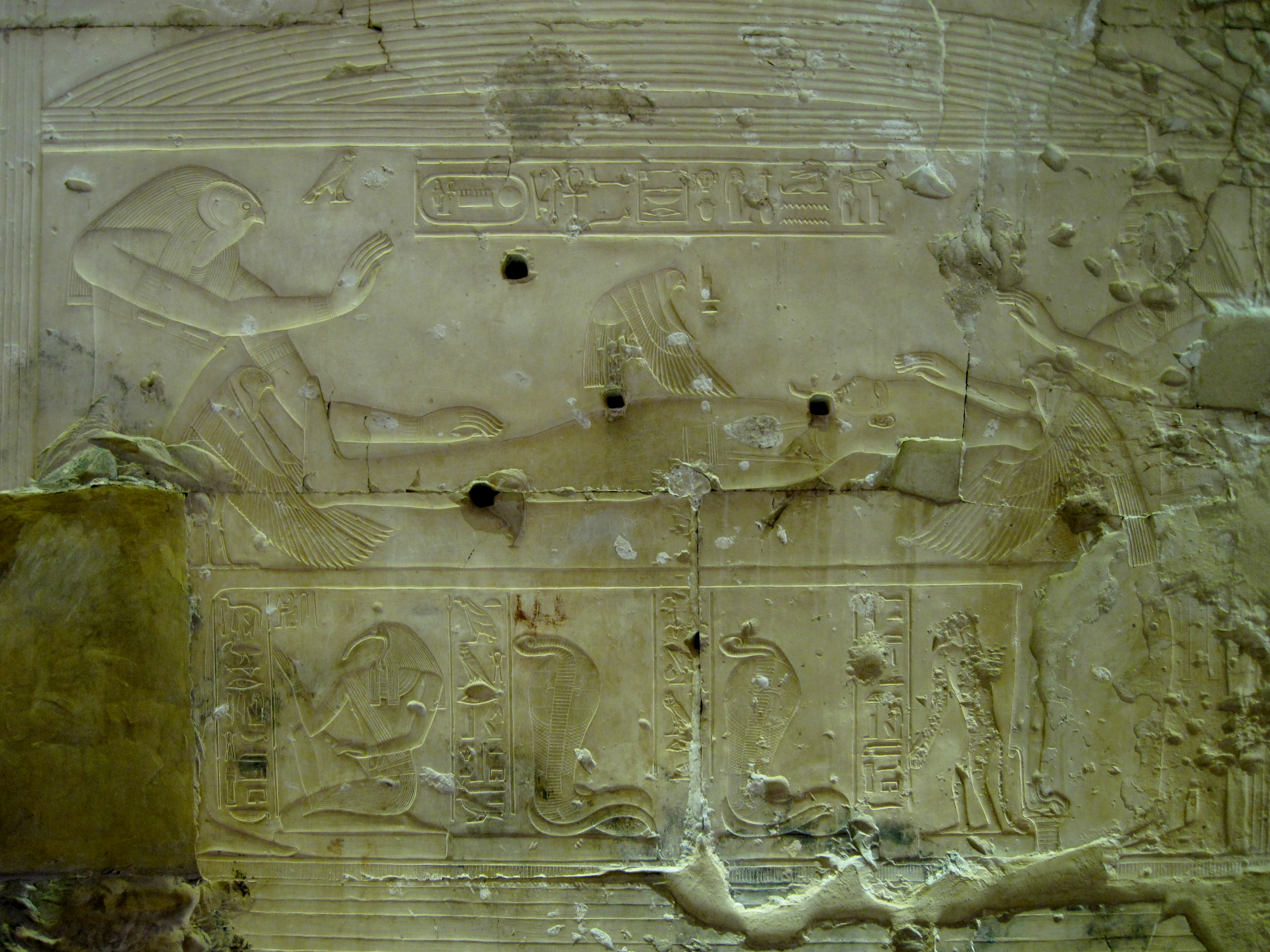
Isis in Vogelgestalt bei der Erweckung von Osiris, Relief im Totentempel Sethos I. in Abydos

Isis suchte und fand die Leichenteile des Osiris. Daraufhin setzte sie Osiris mithilfe von Anubis wieder zusammen, um ihn wiederzubeleben. Nachdem Anubis die Organe in den Kanopen verstaut hatte, benutzte Isis ihre Magie und versuchte mittels ihrer Flügel dem Toten wieder das Leben einzuhauchen. Sie verwandelte sich zum Milan und konnte so Horus empfangen. Osiris blieb in der Duat und wurde durch das Totengericht zum Herrscher über das Totenreich erklärt.
Der mythologische Hintergrund in diesen Handlungen ist in der ägyptischen Zweitbestattung zu sehen. Nachdem der Tod eingetreten war und der Tote vor der Mumifizierung bei seinem Erstbegräbnis in den Sarkophag gelegt wurde, folgte die siebzigtägige Einbalsamierung. Damit verbunden symbolisierte die Suche der Isis die Entnahme der wichtigsten Körperorgane mit der anschließenden Wiedervereinigung mit der Mumie. Ergänzend folgte die rituelle Reinigung des toten Körpers, um ihn auf das Weiterleben in der Duat vorzubereiten. Die Empfängnis der Isis und die Geburt des Horus werden nur sehr selten in altägyptischen Texten erwähnt:

„Isis kommt jubelnd aus Liebe zu dir (Osiris), so dass dein Same in sie herauskomme. Horus, der aus dir hervorkommt in seinem Namen ‚Horus, der in Sopdet ist‘. Möge es wohl sein durch ihn in deinem Namen ‚Geist in der Djendjeru-Barke‘. Horus hat dich beschützt in seinem Namen ‚Horus, Schützer deines Vaters‘. Die (Isis) seinen Samen aufnahm und den Erben schuf, die das Kind säugte, man weiß nicht wo. Die Neunheit freute sich: Willkommen Sohn des Osiris, Gerechtfertigter, Sohn der Isis, Erbe des Osiris.“

Die so vollzogene „Errettung des toten, zerrissenen Osiris“ übernahm Isis in ihrer Eigenschaft als liebende Schwester und Gattin. Isis verkörperte in der Todesheilung die belebenden Kräfte, die aus der familiären Liebesbeziehung entsprangen, weshalb das Bild der Isis sehr oft als Motiv auf Sargwänden verwendet wurde. Die wichtigste Waffe, die Isis gegen den Tod einzusetzen vermag, ist die Rezitation von Zaubersprüchen, die die Körperteile des toten Osiris wieder magisch zusammenzusetzen vermögen. Da der Sonnengott Re am Tag über das irdische Reich wachte, fungierte Osiris als Herrscher im Totenreich, der als Vater der Toten über sie gebot und sich für die tägliche Wiedergeburt des Sonnengottes Re verantwortlich zeichnete. Jene Rolle des Sonnengottes hatte in der Frühzeit der ägyptischen Geschichte Horus inne, der in dieser Eigenschaft den Sohn des Osiris repräsentierte.